# Jeltomjaure
Jeltomjaure är en sjö i Lycksele kommun i Lappland och ingår i Umeälvens huvudavrinningsområde. Sjön har en area på 0,136 kvadratkilometer och ligger 269,9 meter över havet. Sjön avvattnas av vattendraget Krokbäcken.

## Delavrinningsområde
Jeltomjaure ingår i det delavrinningsområde (719266-161420) som SMHI kallar för Mynnar i Lycksabäcken. Medelhöjden är 302 meter över havet och ytan är 28,16 kvadratkilometer. Det finns inga avrinningsområden uppströms utan avrinningsområdet är högsta punkten. Krokbäcken som avvattnar avrinningsområdet har biflödesordning 3, vilket innebär att vattnet flödar genom totalt 3 vattendrag innan det når havet efter 183 kilometer. Avrinningsområdet består mestadels av skog (71 procent) och sankmarker (24 procent). Avrinningsområdet har 0,3 kvadratkilometer vattenytor vilket ger det en sjöprocent på 1,1 procent.